# Olga Krisztop
Olga Krisztop (ur. 23 czerwca 1957) – radziecka lekkoatletka specjalizująca się w chodzie sportowym.

## Sukcesy sportowe
- dwukrotna mistrzyni Związku Radzieckiego w chodzie na 10 kilometrów – 1984, 1986[1]

| Rok  | Miasto       | Zawody                            | Konkurencja    | Wynik         |
| ---- | ------------ | --------------------------------- | -------------- | ------------- |
| 1985 | St. John's   | Puchar świata w chodzie sportowym | chód na 10 km  | brązowy medal |
| 1987 | Indianapolis | Halowe mistrzostwa świata         | chód na 3000 m | złoty medal   |
| 1985 | Nowy Jork    | Puchar świata w chodzie sportowym | chód na 10 km  | złoty medal   |

## Rekordy życiowe
- chód na 3000 metrów (hala) –  12:05,49 – Indianapolis 06/03/1987 (rekord świata do 04/03/1989)[2]
- chód na 10 kilometrów – 43,22 – Nowy Jork 03/05/1987